# Chlorogomphus brunneus
Chlorogomphus brunneus – gatunek ważki z rodziny Chlorogomphidae. Występuje w Japonii.

## Systematyka
Gatunek ten opisał K. Oguma w 1926 roku. Jako miejsce typowe wskazał Tajwan. S. Asahina zbadał okazy typowe – trzy samice; dwie z nich pochodziły z Okinawy, a jedna z Tajwanu. Porównując je z opisem Ogumy uznał, że holotypem musi być jeden z okazów z Okinawy; okazało się również, że okaz z Tajwanu to nie Chlorogomphus brunneus, ale przedstawiciel innego, opisanego dopiero w 1950 roku gatunku – Chlorogomphus risi, a zatem miejsce typowe wskazano błędnie.
W 1949 roku Asahina opisał podgatunek C. b. costalis, a w 1972 – C. b. keramensis.